# 电话网络
电话网络是连接电话的电信网络，可实现双方或多方之间的电话通话以及傳真和互联网等新功能。20世纪20年代，随着越来越多的人购买电话并使用它们来交流新闻、思想和个人信息，电话网络的概念发生了革命性的变化。20世纪90年代，随着计算机和其他先进通信设备的出现以及拨号上网的使用，电话网络进一步革新。